# یاناکی سمیرنوف
یاناکی سمیرنوف (بلغاری: Янаки Смирнов؛ زادهٔ ۲۰ دسامبر ۱۹۹۲) بازیکن فوتبال اهل بلغارستان است.
از باشگاه‌هایی که در آن بازی کرده است می‌توان به باشگاه فوتبال لودوگورتس رازگراد اشاره کرد.